# Синтетична линия свине „Силистра“
Синтетична линия свине „Силистра“ е най-новата българска порода свине с предназначение производство на месо и като бащина порода в схеми на кръстосване и хибридизация. Свинете са с ясно изразен шунков тип.

## Разпространение
Породата е разпространена в промишлени стопанства намиращи се в областите североизточна България. Създадена е в свинекомплекс „Силистра-хибрид“ Силистра, чрез сложно възпроизводително кръстосване. Призната е за порода през 2004 г.
Към 2008 г. броят на представителите на породата е бил 6500 индивида.
Рисков статус – рядко разпространена.

## Описание
Притежава типа на телосложението и количеството месо на породата Пиетрен. Животните са с малка глава с права профилна линия. Имат широк и прав гръб с характерна вдлъбнатина по медиалната линия. Гърдите са широки. Краката са тънки и здрави кости с твърди копита. Четината е рядка и къса. Цветът на прасетата е пъстър. Възможни са и едноцветни прасета както бели така и тъмно оцветени.
Живородените прасета в прасило са 9,5 – 10 броя. Маса от 100 kg достигат на 171 дневна възраст. Средната дебелина на сланината при 100 kg маса е 1,77 cm, а средната площ на мускулното око е 44,7 cm².